# Heinrich von Brandt (Nachrichtendienstler)
Friedrich Heinrich Caesar von Brandt (* 10. September 1823 in Bromberg ; † 4. Dezember 1882 in Berlin) war ein preußischer Oberst und Leiter des Nachrichtenbüros. Er gilt als erster Chef eines preußisch-deutschen Militärnachrichtendienstes.

## Leben
Heinrich von Brandt wurde geboren als ältester Sohn des preußischen Hauptmanns und Kompaniechefs, späteren Generals der Infanterie und Militärschriftstellers Heinrich von Brandt und dessen Frau Auguste Luise, geb. Bettauer (1798–1883), Tochter des Ratsherrn und Kaufmanns Friedrich Bettauer. Der jüngere Sohn und Bruder war Max von Brandt (1835–1920), ein deutscher Diplomat und später Gesandter in China. Gelegentlich fungierte auch er als Quelle für seinen älteren Bruder.
Von Brandt war spätestens 1844 Angehöriger der Preußischen Armee und verbrachte zwölf Jahre als Leutnant in einem pommerschen Artillerieregiment, bevor er spätestens 1856 zum Oberleutnant befördert wurde und später zum Hauptmann, nachdem er 1856 zum Adjutanten des Generals Leopold von Puttkamer ernannt worden war, der zu jener Zeit die Artillerieinspektion in Stettin führte.
Im März 1866 schuf das preußische Heer, im Zusammenhang mit dem Deutschen Krieg zwischen Preußen und Österreich, eine provisorische Nachrichtendienstorganisation unter Leitung von Oberst Döring. Von Brandt wurde mit der Agentenführung beauftragt. Am 23. November 1866 beantragte Helmuth von Moltke beim preußischen Kriegsminister Albrecht von Roon die permanente Einrichtung einer militärischen Spionageorganisation, das Nachrichtenbüro, und berief den 43-jährigen von Brandt, in Anerkennung seiner Leistungen in der Agentenführung, zu dessen erstem Leiter. Dezember 1866 wurde von Brandt zum Major befördert. Am 2. Februar 1867 erließ Moltke Dienstvorschriften für das Nachrichtenbüro, in denen dessen Leiter, von Brandt, direktes Vorspracherecht beim Chef des Generalstabs erhielt. Am 18. Januar 1971, zum Ende des Deutsch-Französischen Kriegs und dem Tag der Deutschen Reichsgründung, wurde er zum Oberstleutnant ernannt.
1872 trat von Brandt aus dem Generalstab aus und wurde im November 1872 zur Militärpolizei im Reichsland Elsaß-Lothringen versetzt, wo er den zusätzlichen Dienstgrad eines Brigadiers verliehen bekam. Das Nachrichtenbüro wurde fortan von Oberst Ernst von Krause geleitet und wurde um 1875 der Dritte Abteilung im Generalstab zeitweise unterstellt und war ab 1881 direkt dem Chef des Generalstabs. 1890 erfolgte die Umgliederung in Sektion III b. Im Jahr 1873 entschied von Brandt, als Oberst in den Reservestatus zu wechseln. Sein gesundheitlicher Zustand verschlechterte sich spätestens Anfang 1875. Ab Oktober 1875 unterrichtete er an einer Militärschule. Bis etwa 1876 war er noch mit der Führung von Quellen beschäftigt, bevor er 1882 verstarb.

### Familie
Heinrich von Brandt war mit Helene von Seydewitz (1828–1898) verheiratet, die zusammen die gemeinsame Tochter Helene von Brandt hatten.

### Bewertung
James Stone beschreibt von Brandt ebenso wie Wolfgang Krieger als ersten Spionagechef des preußischen Militärs. Alfred von Waldersee, der mit von Brandt freundschaftlich verbunden war, nannte ihn sympathisch, gut gebildet, begabt und einen Lebemann.

### Auszeichnungen
- Dienstauszeichnungskreuz (1866)
- Roter Adlerorden, Vierte Klasse
- Königlicher Kronen-Orden, Dritte Klasse